# Cryptocellus emarginatus
Espèce
Cryptocellus emarginatus est une espèce de ricinules de la famille des Ricinoididae.

## Distribution
Cette espèce est endémique du Costa Rica. Elle se rencontre vers Navarro.

## Publication originale
- Ewing, 1929 : A synopsis of the American arachnids of the primitive order Ricinulei. Annals of the Entomological Society of America, vol. 22, no 4, p. 583–600.